# Strzelectwo na Letnich Igrzyskach Olimpijskich 2024 – skeet (mężczyźni)
Konkurs strzelecki mężczyzn w skeecie podczas XXXIII Letnich Igrzysk Olimpijskich w Paryżu odbył się w dniach 2-3 sierpnia 2024. Do rywalizacji przystąpiło 30 sportowców z 25 krajów. Arena zawodów było Narodowe Centrum Strzelectwa Sportowego w Châteauroux. Mistrzem olimpijskim został Amerykanin Vincent Hancock, wicemistrzem jego rodak Conner Prince, a brąz zdobył Chińczyk z Tajwanu Lee Meng-yuan.
Był to XV olimpijski konkurs w skeecie mężczyzn.

## Terminarz
godziny zostały podane w czasie CEST
| Data            | Godzina | Runda        |
| --------------- | ------- | ------------ |
| 2 sierpnia 2024 | 9:30    | Kwalifikacje |
| 3 sierpnia 2024 | 9:30    | Kwalifikacje |
| 3 sierpnia 2024 | 15:30   | Finał        |

## System rozgrywek
W kwalifikacjach każdy z zawodników brał udział w pięciu seriach po 25 rzutków. Za trafienie każdej z rzutek zawodnik otrzymywał 1 punkt (łącznie do zdobycia było 125 punktów). W przypadku remisu na miejscach dających awans do finału, rozgrywana była dogrywka. Do finału awansowało 6 zawodników z najwyższą ilością trafień.
W finale rozegrano pięć serii, z których w I strzelano do 20 rzutków, a w kolejnych do 10 rzutków. Po każdej serii zawodnik z najniższą ilością trafień odpadał z dalszej rywalizacji. Jeżeli na dwóch ostatnich miejscach był remis, rozgrywano dodatkową serię, w której udział brali wszyscy pozostający w grze zawodnicy.

## Wyniki

### Kwalifikacje
| Pozycja | Zawodnik                 | Kraj              | Serie | Serie | Serie | Serie | Serie | Wynik | Dogrywka | Uwagi |
| Pozycja | Zawodnik                 | Kraj              | 1     | 2     | 3     | 4     | 5     | Wynik | Dogrywka | Uwagi |
| ------- | ------------------------ | ----------------- | ----- | ----- | ----- | ----- | ----- | ----- | -------- | ----- |
| 1       | Conner Prince            | Stany Zjednoczone | 24    | 25    | 25    | 25    | 25    | 124   | +12      | Q, =  |
| 2       | Tammaro Cassandro        | Włochy            | 25    | 25    | 24    | 25    | 25    | 124   | +11      | Q, =  |
| 3       | Lee Meng-yuan            | Chińskie Tajpej   | 25    | 24    | 25    | 25    | 25    | 124   | +7       | Q, =  |
| 4       | Vincent Hancock          | Stany Zjednoczone | 25    | 25    | 25    | 24    | 24    | 123   |          | Q     |
| 5       | Stefan Nilsson           | Szwecja           | 24    | 24    | 24    | 25    | 25    | 122   | +6       | Q     |
| 6       | Nicolás Pacheco          | Peru              | 25    | 25    | 23    | 24    | 25    | 122   | +5       | Q     |
| 7       | Gabriele Rossetti        | Włochy            | 22    | 25    | 25    | 25    | 25    | 122   | +3       |       |
| 8       | Sven Korte               | Niemcy            | 25    | 23    | 25    | 24    | 25    | 122   | +1       |       |
| 9       | Éric Delaunay            | Francja           | 25    | 24    | 25    | 23    | 25    | 122   | +1       |       |
| 10      | Azmy Mehelba             | Egipt             | 24    | 25    | 22    | 25    | 25    | 121   |          |       |
| 11      | Efthimios Mitas          | Grecja            | 25    | 24    | 24    | 24    | 24    | 121   |          |       |
| 12      | Jakub Tomeček            | Czechy            | 25    | 24    | 24    | 24    | 24    | 121   |          |       |
| 13      | Mohammad Al-Daihani      | Kuwejt            | 24    | 24    | 22    | 25    | 25    | 120   |          |       |
| 14      | Jesper Hansen            | Dania             | 22    | 23    | 25    | 24    | 25    | 119   |          |       |
| 15      | Rashid Saleh Hamad       | Katar             | 24    | 22    | 23    | 24    | 25    | 118   |          |       |
| 16      | Kim Min-su               | Korea Południowa  | 25    | 22    | 23    | 24    | 24    | 118   |          |       |
| 17      | Lyu Jianlin              | Chiny             | 24    | 23    | 24    | 23    | 24    | 118   |          |       |
| 18      | Marcus Svensson          | Szwecja           | 24    | 25    | 22    | 23    | 24    | 118   |          |       |
| 19      | Charalambos Chalkiadakis | Grecja            | 25    | 23    | 24    | 23    | 23    | 118   |          |       |
| 20      | Eetu Kallioinen          | Finlandia         | 23    | 22    | 23    | 24    | 25    | 117   |          |       |
| 21      | Sebastián Bermúdez       | Gwatemala         | 23    | 25    | 21    | 25    | 23    | 117   |          |       |
| 22      | Erik Watndal             | Norwegia          | 25    | 25    | 22    | 22    | 23    | 117   |          |       |
| 23      | Hákon Svavarsson         | Islandia          | 23    | 23    | 23    | 22    | 25    | 116   |          |       |
| 24      | Anantjeet Singh Naruka   | Indie             | 23    | 22    | 23    | 24    | 24    | 116   |          |       |
| 25      | Joshua Bell              | Australia         | 24    | 23    | 23    | 24    | 22    | 116   |          |       |
| 26      | Eduard Yechshenko        | Kazachstan        | 21    | 23    | 22    | 24    | 25    | 115   |          |       |
| 27      | Federico Gil             | Argentyna         | 24    | 21    | 24    | 23    | 23    | 115   |          |       |
| 28      | Peeter Jürisson          | Estonia           | 24    | 20    | 22    | 23    | 24    | 113   |          |       |
| 29      | Omar Ibrahim             | Egipt             | 22    | 20    | 20    | 22    | 22    | 106   |          |       |
| 30      | Jorge Antonio Salhe      | Palestyna         | 22    | 23    | 18    | 17    | 20    | 100   |          |       |

### Finał
| Pozycja | Zawodnik          | Kraj              | Serie | Serie | Serie | Serie | Serie | Uwagi |
| Pozycja | Zawodnik          | Kraj              | 1     | 2     | 3     | 4     | 5     | Uwagi |
| ------- | ----------------- | ----------------- | ----- | ----- | ----- | ----- | ----- | ----- |
| złoto   | Vincent Hancock   | Stany Zjednoczone | 20    | 29    | 38    | 48    | 58    |       |
| srebro  | Conner Prince     | Stany Zjednoczone | 19    | 29    | 39    | 48    | 57    |       |
| brąz    | Lee Meng-yuan     | Chińskie Tajpej   | 19    | 29    | 37    | 45    |       |       |
| 4       | Tammaro Cassandro | Włochy            | 19    | 29    | 36    |       |       |       |
| 5       | Stefan Nilsson    | Szwecja           | 18    | 27    |       |       |       |       |
| 6       | Nicolás Pacheco   | Peru              | 17    |       |       |       |       |       |